# کاتسورائو، فوکوشیما
کاتسورائو، فوکوشیما (به لاتین: Katsurao, Fukushima) یک منطقهٔ مسکونی در ژاپن است که در استان فوکوشیما واقع شده‌است. کاتسورائو ۸۴٫۲۳ کیلومترمربع مساحت و ۱٬۴۵۱ نفر جمعیت دارد.